# 華歌爾
華歌爾股份有限公司（Wacoal Corp.）是一家以日本為基地的跨國企業，以生產及發售胸罩等女式內衣為其主要業務，總公司位於日本京都府京都市。華歌爾由華歌爾控股股份有限公司(東證1部：3591)全資擁有。

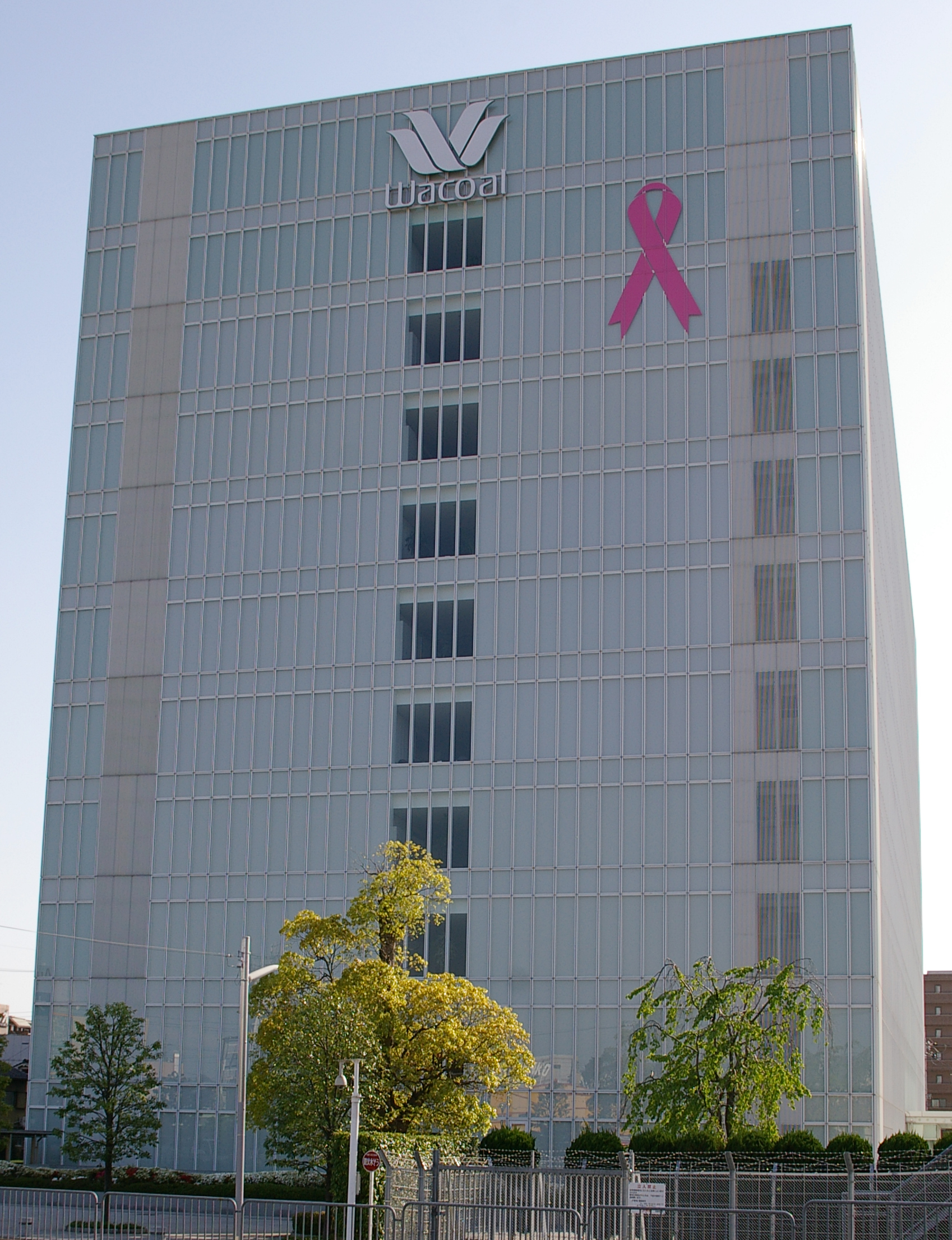
華歌爾總公司營運大廈位於日本京都府京都市南區。大廈外牆飾有代表關注乳癌患者的粉紅絲帶標記。

華歌爾的女性內衣電視廣告以「出位」為其特色，例如在台灣播放的「Up up bra」（芝田愛子代言）。除了女性內著，該公司近年也推出男式內衣及運動服等產品。
華歌爾總公司營運大廈位於京都市南區，1995年曾經歷阪神大地震而嚴重受創；因此1999年落成啟用的大廈，其具有防震技術與抗震能力建造而成，整座大廈外觀全由玻璃帷幕構成，符合自然採光來節約能源，並有20種不同厚度的防震玻璃兼具隔音效果；雖然正門面對東海道本線（JR京都線）與東海道新幹線兩條繁忙的JR鐵路，但從門外入內後完全聽不到列車經過的噪音。另外，總公司一樓設有玩美博物館，展示華歌爾歷年來產品。
1970年10月，華歌爾成立台灣子公司「臺灣華歌爾股份有限公司」（Taiwan Wacoal Co., Ltd.），首任董事長陳招源，首任總經理島田富成。1990年10月，臺灣華歌爾20週年，發表陳招源作詞、林禮涵作曲之企業歌曲〈華歌爾之歌〉。

## 著名產品
- UpUp記形胸罩
- Nami nami

## 外部連結
- Wacoal Global site （页面存档备份，存于）（英文）
- Wacoal （页面存档备份，存于）（英文）
  - Wacoal的Facebook專頁
  - Wacoal America的X（前Twitter）
  - Wacoal America的Instagram帳戶
  - YouTube上的Wacoal America頻道
- Wacoal Europe （页面存档备份，存于）（英文）
- （日語） Wacoal （页面存档备份，存于）
  - ワコール　Wacoal corp.的Facebook專頁（日語）
- 華歌爾 台灣 （页面存档备份，存于）（繁體中文）
  - 台灣華歌爾粉絲團的Facebook專頁（繁體中文）
  - 台灣華歌爾的Instagram帳戶
  - YouTube上的Taiwan Wacoal頻道
  - 臺灣華歌爾股份有限公司 - 台灣公司資料 （页面存档备份，存于）